# Haukipudas kyrka
Haukipudas kyrka (finska: Haukiputaan kirkko) är en evangelisk-luthersk kyrka i Haukipudas i Norra Österbotten i Uleåborgs län i Finland.
Haukipudas kyrka ritades av Matts Honga och stod färdig 1762. Det tillhörande klocktornet byggdes redan 1751 för en tidigare kyrka på samma plats. Kyrkan målades invändigt av Michael Toppelius år 1774-1775. I början av 1900-talet renoverades kyrkan ordentligt under ledning av arkitekten Viktor J. Sucksdorff.